# Miramont-de-Quercy
Miramont-de-Quercy är en kommun i departementet Tarn-et-Garonne i regionen Occitanien i södra Frankrike. Kommunen ligger i kantonen Bourg-de-Visa som tillhör arrondissementet Castelsarrasin. År 2022 hade Miramont-de-Quercy 307 invånare.

## Befolkningsutveckling
Antalet invånare i kommunen Miramont-de-Quercy
| Referens: INSEE |